# Grand Prix automobile de Turquie 2008
GP précédent GP suivant
Le Grand Prix automobile de Turquie 2008 (2008 Formula 1 Petrol Ofisi Turkish Grand Prix), disputé sur le circuit d'Istanbul Park le 11 mai 2008, est la 790e épreuve du championnat du monde de Formule 1 courue depuis 1950 et la cinquième manche du championnat 2008.

## Essais libres

### Vendredi matin
| Pos | Pilote            | Voiture          | Chrono         | Écart   |
| --- | ----------------- | ---------------- | -------------- | ------- |
| 1   | Felipe Massa      | Ferrari          | 1 min 27 s 323 |         |
| 2   | Heikki Kovalainen | McLaren-Mercedes | 1 min 27 s 456 | 0 s 133 |
| 3   | Lewis Hamilton    | McLaren-Mercedes | 1 min 27 s 752 | 0 s 429 |
| 4   | Fernando Alonso   | Renault          | 1 min 28 s 284 | 0 s 961 |
| 5   | Jenson Button     | Honda            | 1 min 28 s 919 | 1 s 596 |
| 6   | Kazuki Nakajima   | Williams-Toyota  | 1 min 29 s 002 | 1 s 679 |

### Vendredi après-midi
| Pos | Pilote            | Voiture          | Chrono         | Écart   |
| --- | ----------------- | ---------------- | -------------- | ------- |
| 1   | Kimi Räikkönen    | Ferrari          | 1 min 27 s 543 |         |
| 2   | Lewis Hamilton    | McLaren-Mercedes | 1 min 27 s 579 | 0 s 036 |
| 3   | Felipe Massa      | Ferrari          | 1 min 27 s 682 | 0 s 139 |
| 4   | David Coulthard   | Red Bull-Renault | 1 min 27 s 763 | 0 s 220 |
| 5   | Heikki Kovalainen | McLaren-Mercedes | 1 min 27 s 954 | 0 s 411 |
| 6   | Robert Kubica     | BMW Sauber       | 1 min 28 s 431 | 0 s 888 |

### Samedi matin
| Pos | Pilote          | Voiture          | Chrono         | Écart   |
| --- | --------------- | ---------------- | -------------- | ------- |
| 1   | Mark Webber     | Red Bull-Renault | 1 min 27 s 030 |         |
| 2   | Fernando Alonso | Renault          | 1 min 27 s 172 | 0 s 142 |
| 3   | David Coulthard | Red Bull-Renault | 1 min 27 s 193 | 0 s 163 |
| 4   | Nico Rosberg    | Williams-Toyota  | 1 min 27 s 365 | 0 s 335 |
| 5   | Felipe Massa    | Ferrari          | 1 min 27 s 530 | 0 s 500 |
| 6   | Jarno Trulli    | Toyota           | 1 min 27 s 614 | 0 s 584 |

## Grille de départ
| Pos | Pilote               | Écurie              | Qualifications 1 | Qualifications 2 | Qualifications 3 |
| --- | -------------------- | ------------------- | ---------------- | ---------------- | ---------------- |
| 1   | Felipe Massa         | Ferrari             | 1 min 25 s 994   | 1 min 26 s 192   | 1 min 27 s 617   |
| 2   | Heikki Kovalainen    | McLaren-Mercedes    | 1 min 26 s 736   | 1 min 26 s 290   | 1 min 27 s 808   |
| 3   | Lewis Hamilton       | McLaren-Mercedes    | 1 min 26 s 192   | 1 min 26 s 477   | 1 min 27 s 923   |
| 4   | Kimi Räikkönen       | Ferrari             | 1 min 26 s 457   | 1 min 26 s 050   | 1 min 27 s 936   |
| 5   | Robert Kubica        | BMW Sauber          | 1 min 26 s 761   | 1 min 26 s 129   | 1 min 28 s 390   |
| 6   | Mark Webber          | Red Bull-Renault    | 1 min 26 s 773   | 1 min 26 s 466   | 1 min 28 s 417   |
| 7   | Fernando Alonso      | Renault             | 1 min 26 s 836   | 1 min 26 s 522   | 1 min 28 s 422   |
| 8   | Jarno Trulli         | Toyota              | 1 min 26 s 695   | 1 min 26 s 822   | 1 min 28 s 836   |
| 9   | Nick Heidfeld        | BMW Sauber          | 1 min 27 s 107   | 1 min 27 s 607   | 1 min 28 s 882   |
| 10  | David Coulthard      | Red Bull-Renault    | 1 min 26 s 939   | 1 min 26 s 520   | 1 min 29 s 959   |
| 11  | Nico Rosberg         | Williams-Toyota     | 1 min 27 s 367   | 1 min 27 s 012   |                  |
| 12  | Rubens Barrichello   | Honda               | 1 min 27 s 355   | 1 min 27 s 219   |                  |
| 13  | Jenson Button        | Honda               | 1 min 27 s 428   | 1 min 27 s 298   |                  |
| 14  | Sebastian Vettel     | Toro Rosso-Ferrari  | 1 min 27 s 442   | 1 min 27 s 412   |                  |
| 15  | Timo Glock           | Toyota              | 1 min 26 s 614   | 1 min 27 s 806   |                  |
| 16  | Kazuki Nakajima      | Williams-Toyota     | 1 min 27 s 547   |                  |                  |
| 17  | Nelsinho Piquet      | Renault             | 1 min 27 s 568   |                  |                  |
| 18  | Sébastien Bourdais   | Toro Rosso-Ferrari  | 1 min 27 s 621   |                  |                  |
| 19  | Adrian Sutil         | Force India-Ferrari | 1 min 28 s 325   |                  |                  |
| 20  | Giancarlo Fisichella | Force India-Ferrari | 1 min 27 s 807   |                  |                  |

Note:
- Giancarlo Fisichella a écopé d'une pénalité de trois places sur la grille pour être sorti des stands alors que le feu était au rouge lors de la première séance d'essais libres[1]. Auteur du 19e temps des qualifications, il est donc rétrogradé à la 20e et dernière place sur la grille de départ.

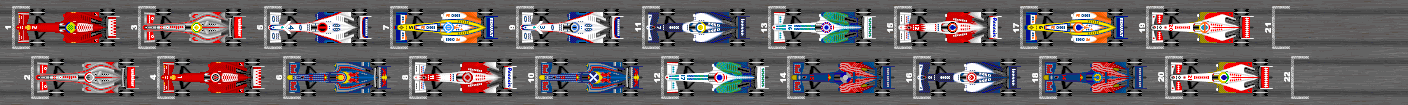
La grille de départ du Grand Prix

## Course

### Déroulement de l'épreuve
Au départ, Lewis Hamilton prend le meilleur sur son coéquipier et passe en seconde position derrière Felipe Massa. Au premier virage, Kimi Räikkönen abime légèrement son aileron avant en percutant son compatriote Heikki Kovalainen, contraint de rentrer au stand à la suite d'une crevaison alors que le pilote Ferrari ne changera pas son aileron de toute l’épreuve. La même mésaventure se produit entre Sebastian Vettel et Adrian Sutil et les deux Allemands doivent passer par les stands (crevaison et changement d’aileron). Giancarlo Fisichella, gêné par Sébastien Bourdais qui change à deux reprises de ligne, freine trop tard au premier virage et percute Kazuki Nakajima. L’Italien doit abandonner tandis que le Japonais doit changer ses ailerons avant et arrière. Tous ces incidents ont causé la sortie de la voiture de sécurité.
Entre le quatrième et le onzième tour, les deux leaders, Massa et Hamilton, réalisent à tour de rôle le meilleur tour en course, Hamilton réussissant même à combler son retard sur Massa. Après son passage au stand, l’Anglais chute à la sixième place tandis que le Brésilien reste en piste pour trois tours supplémentaires. Pendant l’arrêt de Massa, Räikkönen mène temporairement la course. Les ravitaillements terminés, Massa retrouve la tête de l’épreuve mais Hamilton, plus léger en essence, le rattrape et le double au vingt-quatrième tour. 
Hamilton fait rapidement le trou tandis que Sébastien Bourdais sort de la piste à la suite d'un problème mécanique. Hamilton possède près de quatre secondes d‘avance sur Massa lorsqu'il rentre au stand pour chausser des pneus durs, dévoilant ainsi qu'il est sur une stratégie à trois arrêts. Il reprend la piste au troisième rang, derrière Räikkönen et Massa.
Huit tours plus tard, Massa effectue à son tour son passage par les stands et laisse le commandement à son coéquipier qui rentre au quarante-troisième tour. Deux tours plus tard, comme prévu, Hamilton passe une troisième fois par les stands et laisse donc la victoire à Massa (qui remporte donc pour la troisième fois consécutive ce Grand Prix). Derrière Hamilton, suivi par Raïkkonen troisième, les deux pilotes BMW, Robert Kubica et Nick Heidfeld se classent quatrième et cinquième, Fernando Alonso, Mark Webber et Nico Rosberg complétant le top-huit.

### Classement de la course
| Pos  | No | Pilote               | Écurie              | Tours | Temps/Abandon                      | Grille | Points |
| ---- | -- | -------------------- | ------------------- | ----- | ---------------------------------- | ------ | ------ |
| 1    | 2  | Felipe Massa         | Ferrari             | 58    | 1 h 26 min 49 s 451 (213,809 km/h) | 1      | 10     |
| 2    | 22 | Lewis Hamilton       | McLaren-Mercedes    | 58    | + 3 s 779                          | 3      | 8      |
| 3    | 1  | Kimi Räikkönen       | Ferrari             | 58    | + 4 s 271                          | 4      | 6      |
| 4    | 4  | Robert Kubica        | BMW Sauber          | 58    | + 21 s 945                         | 5      | 5      |
| 5    | 3  | Nick Heidfeld        | BMW Sauber          | 58    | + 38 s 741                         | 9      | 4      |
| 6    | 5  | Fernando Alonso      | Renault             | 58    | + 53 s 724                         | 7      | 3      |
| 7    | 10 | Mark Webber          | Red Bull-Renault    | 58    | + 1 min 04 s 229                   | 6      | 2      |
| 8    | 7  | Nico Rosberg         | Williams-Toyota     | 58    | + 1 min 11 s 406                   | 11     | 1      |
| 9    | 9  | David Coulthard      | Red Bull-Renault    | 58    | + 1 min 15 s 270                   | 10     |        |
| 10   | 11 | Jarno Trulli         | Toyota              | 58    | + 1 min 16 s 344                   | 8      |        |
| 11   | 16 | Jenson Button        | Honda               | 57    | + 1 tour                           | 13     |        |
| 12   | 23 | Heikki Kovalainen    | McLaren-Mercedes    | 57    | + 1 tour                           | 2      |        |
| 13   | 12 | Timo Glock           | Toyota              | 57    | + 1 tour                           | 15     |        |
| 14   | 17 | Rubens Barrichello   | Honda               | 57    | + 1 tour                           | 12     |        |
| 15   | 6  | Nelsinho Piquet      | Renault             | 57    | + 1 tour                           | 17     |        |
| 16   | 20 | Adrian Sutil         | Force India-Ferrari | 57    | + 1 tour                           | 19     |        |
| 17   | 15 | Sebastian Vettel     | Toro Rosso-Ferrari  | 57    | + 1 tour                           | 14     |        |
| Abd. | 14 | Sébastien Bourdais   | Toro Rosso-Ferrari  | 24    | Problème mécanique                 | 18     |        |
| Abd. | 8  | Kazuki Nakajima      | Williams-Toyota     | 1     | Accrochage avec Fisichella         | 16     |        |
| Abd. | 21 | Giancarlo Fisichella | Force India-Ferrari | 0     | Accrochage avec Nakajima           | 20     |        |

- Légende: Abd.=Abandon

### Pole position et record du tour
- Pole position :  Felipe Massa (Ferrari) en 1 min 27 s 617 (219,327 km/h). Le Brésilien a également réalisé le meilleur temps des qualifications lors de la Q1 en 1 min 25 s 994.
- Meilleur tour en course :  Kimi Räikkönen (Ferrari) en 1 min 26 s 506 (222,144 km/h).

### Tours en tête
- Felipe Massa (Ferrari) : 42 (1-19 / 22-23 / 33-40 / 46-58).
- Lewis Hamilton (McLaren-Mercedes) : 11 (24-32 / 44-45).
- Kimi Räikkönen (Ferrari) : 5 (20-21 / 41-43).

## Classements généraux à l'issue de la course
| Pos | Pilote             | Écurie             | Points |
| --- | ------------------ | ------------------ | ------ |
| 1   | Kimi Räikkönen     | Ferrari            | 35     |
| 2   | Felipe Massa       | Ferrari            | 28     |
| 3   | Lewis Hamilton     | McLaren-Mercedes   | 28     |
| 4   | Robert Kubica      | BMW Sauber         | 24     |
| 5   | Nick Heidfeld      | BMW Sauber         | 20     |
| 6   | Heikki Kovalainen  | McLaren-Mercedes   | 14     |
| 7   | Mark Webber        | Red Bull-Renault   | 10     |
| 8   | Jarno Trulli       | Toyota             | 9      |
| 8   | Fernando Alonso    | Renault            | 9      |
| 10  | Nico Rosberg       | Williams-Toyota    | 8      |
| 11  | Kazuki Nakajima    | Williams-Toyota    | 5      |
| 12  | Jenson Button      | Honda              | 3      |
| 13  | Sebastien Bourdais | Toro Rosso-Ferrari | 2      |

| Pos | Écurie              | Points |
| --- | ------------------- | ------ |
| 1   | Ferrari             | 63     |
| 2   | BMW Sauber          | 44     |
| 3   | McLaren-Mercedes    | 42     |
| 4   | Williams-Toyota     | 13     |
| 5   | Red Bull-Renault    | 10     |
| 6   | Toyota              | 9      |
| 7   | Renault             | 9      |
| 8   | Honda               | 3      |
| 9   | Toro Rosso-Ferrari  | 2      |
| 10  | Force India-Ferrari | 0      |
| 11  | Super Aguri-Honda   | 0      |

## Statistiques
- 11e pole position de sa carrière pour Felipe Massa.
- 7e victoire de sa carrière pour Felipe Massa.
- 205e victoire pour Ferrari en tant que constructeur et motoriste.
- 3e pole position et victoire consécutive pour Felipe Massa au Grand Prix de Turquie.
- 1er départ en première ligne pour Heikki Kovalainen.
- 1er course terminée pour Sebastian Vettel cette saison.
- Forfait de l'écurie japonaise Super Aguri F1, qui a annoncé le mardi précédant la course son retrait du championnat du monde en raison de ses graves difficultés financières[2].
- En raison de la réduction du nombre de participants, la FIA décide de légèrement modifier le déroulement des qualifications, en n'éliminant que cinq concurrents (et non plus six) à l'issue de chacune des deux premières parties des qualifications[3].

## Liens
- (en) Résultats complets sur le site officiel de la F1